# Intramuros
Intramuros é um histórico distrito murado construído pelos conquistadores espanhóis no século XVI dentro da cidade de Manila, capital das Filipinas. O distrito tem uma área de 67,26 hectares e população de 7.466 habitantes (censo 2000). Durante o período de domínio espanhol no país, Intramuros era considerado como a própria Manila.
Na Segunda Guerra Mundial, durante a batalha pela reconquista das Filipinas em 1945, Intramuros foi bastante danificado pelos bombardeios navais e de artilharia, tanto pelos japoneses que o ocupavam e o haviam transformado em quartel-general quanto pelos norte-americanos que os atacavam.
Entre fevereiro e março daquele ano, os japoneses se fecharam dentro de suas muralhas se defendendo dos ataques americanos, mataram milhares de civis filipinos e incendiaram quase todos os prédios públicos do local. Após a tomada de Manila, o distrito havia sido transformado em ruínas e a única edificação ainda de pé era a igreja de Santo Agostinho.
Nos anos 80, a primeira-dama das Filipinas, Imelda Marcos, comandou a restauração do distrito e hoje Intramuros é a única região de Manila que ainda mostra as influências arquitetônicas da era espanhola. A modernização de Manila ocorreu especialmente fora de suas muralhas, deixando as fortificações, muros, ruas e igrejas de Intramuros praticamente intocadas pela modernidade arquitetônica da capital filipina.

## Galeria

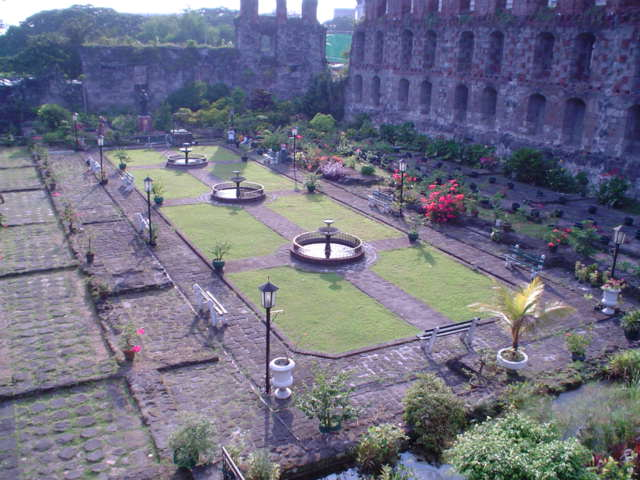
Jardins Blanco, dentro de Intramuros, que sobreviveu à destruição da Batalha de Manila.
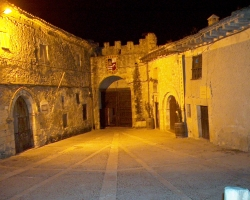
Puerta de La Villa, com iluminação especial noturna.
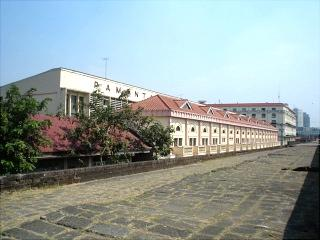
A Universidade de Manila, vista desde a muralha, sobre o calçamento secular de Intramuros.